# Семанова, Людмила Викторовна
Людми́ла Ви́кторовна Сема́нова (род. 4 мая 1928, с. Анненское, Вологодская область) — советская артистка балета, народная артистка Армянской ССР (1963).

## Биография
В 1947 окончила Ленинградское хореографическое училище (педагог М. Ф. Романова).
С 1947 года — в балетной труппе Театра оперы и балета им. Спендиарова (Ереван); после дебюта в партии Китри (1954) — ведущая солистка театра. В 1962—1971 годы продолжала работать в театре педагогом-репетитором.
Одновременно (1948—1952; 1960-е) преподавала в Ереванском хореографическом училище; в числе её учеников — Э. Мнацаканян, Б. Худинян, С. Вартанян.

## Творчество
Исполнила партии:
- Одетта-Одиллия
- Раймонда
- Жизель
- Китри
- Хандут, Чмшкик («Хандут» на музыку А. А. Спендиарова)
- Золушка
- Смерть («Героическая баллада» А. Бабаджаняна)
- Девушка («Голубой ноктюрн» Э. С. Оганесяна)
- Гаянэ
- Гюльнар («Шехеразада»)
- Эгина
- Франческа («Франческа да Римини»)

## Награды и признание
- Орден «Знак Почёта» (27 июня 1956).
- Народная артистка Армянской ССР (1963)[2][К 1].

## Комментарии
1. ↑  По другим данным[3] звание присвоено в 1961 году.